# 野村勘治
野村勘治（のむら かんじ、1950年 - ）は日本の作庭家。有限会社野村庭園研究所代表。
京都林泉協会副会長。日本庭園学会理事。三重大学非常勤講師。名古屋造形芸術短期大学非常勤講師などを務める。

## 沿革
愛知県生まれ。東京農業短期大学（現東京農業大学短期大学部）を卒業。
シュミット村木真寿美『ヨーロッパ石庭づくりの旅 私の庭にはベートーヴェンがいる』（論創社、2015年、ISBN：978-4-8460-1473-5）によると、画家になりたかったが農家の親に反対され、そのため農大の造園科に進学する。
短大在学中から重森三玲の桂離宮等の実測調査・図面作成に加わり、卒業後、三玲に師事。その後も作庭のかたわら桂離宮・金閣寺・竜安寺等名園の実測は百数十庭を数える。
その後『プレジデント』2010.5.31号によると、荒川俊治とは、野村のお父さんから荒川が重森三玲に弟子入りしていた息子を実家に戻るよう説得してほしいと頼まれて依頼の知り合い。荒川が勤めるエス・バイ・エルの商品「太陽と中庭のある住まい」の、季節と太陽の優しさを存分に取り入れた、｢見る｣｢遊ぶ｣｢使う｣等、人の五感に応える中庭プランを監修している。
代表作品は、 愛・地球博（愛知万博）出展日本庭園（都市計画研究所設計、涌井雅之共同監修）、
本町ガーデンシティセントレジスホテル大阪ランドスケープ設計、
旧吉田茂邸庭園（大磯町#別荘地 2010年）、
読売新聞ビル（京都市中京区）、
ザ・リッツ・カールトン京都 庭園（2014年）、
カフェ＆ショップ「kanra lounge」坪庭、
など。又「木曽路」各店の庭園も作品である。
また「美住コード」(セキスイハイム中部が提案するガイドライン)や福厳寺庭園/境内全体の環境づくりなど監修も多数。
シュミット村木真寿美からの依頼以降、
花・ベルツ日本庭園（チェコ・カールスバード、1998年）、
ヨーロッパ ピクニック記念庭園（2009年、ハンガリー）
「交龍の庭」（ドイツ､2001年）
ホテル大和館観山閣日本庭園（大連市）
クーデンホーフ・ミツコ記念日本庭園（オーストリア）
リヒアルト・クーデンホーフ・カレルギー記念石庭（日本庭園、ショプロン市、2009年）
など、海外での日本庭園作庭も多数展開。